# فرودگاه تامورت

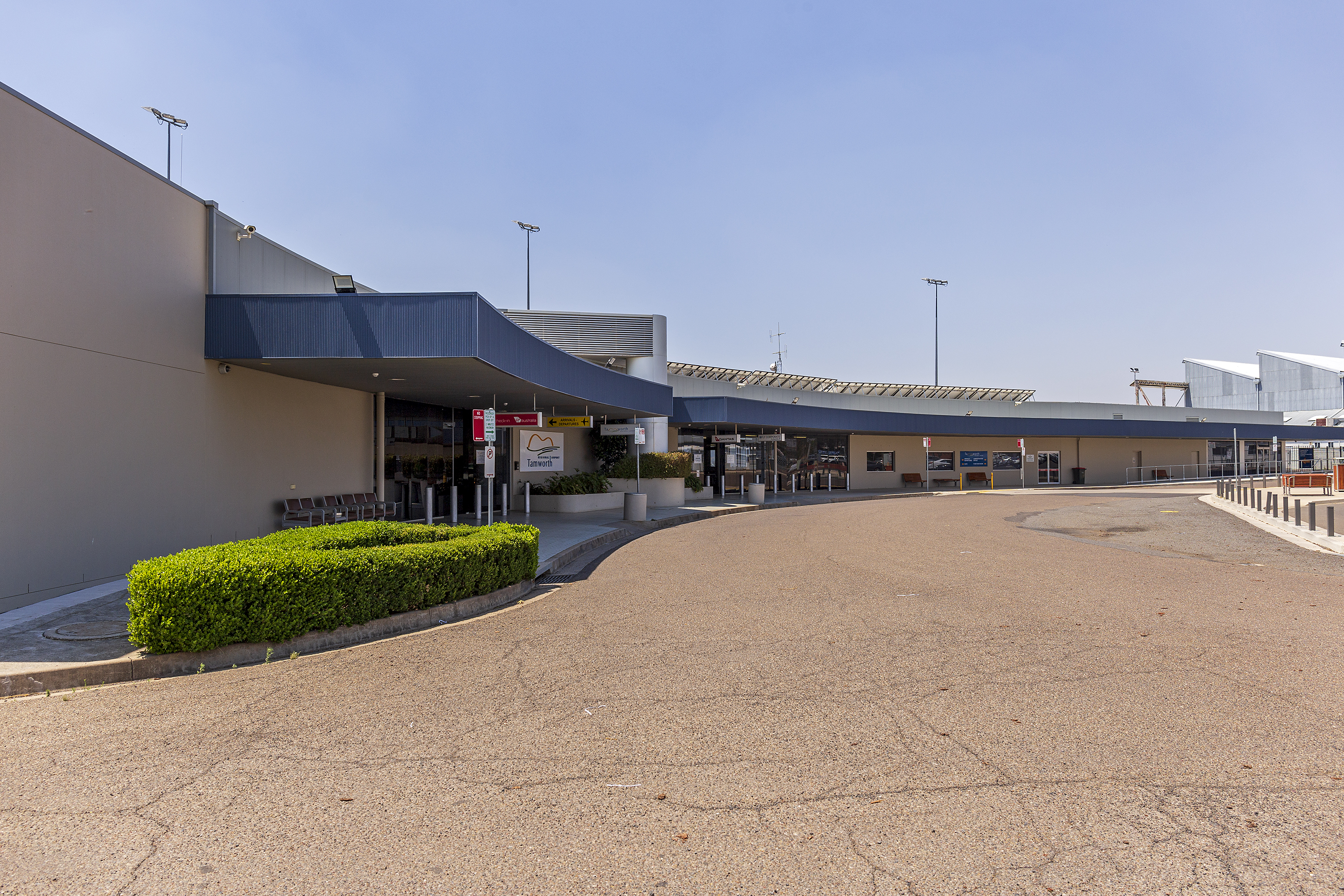
نمای فرودگاه تامورت

فرودگاه تامورت (به انگلیسی: Tamworth Airport) (به زبان بومی: Tamworth Regional Airport) یک فرودگاه همگانی مسافربری با کد یاتا TMW است که یک باند فرود آسفالت دارد و طول باند آن ۲۲۰۰ متر است. این فرودگاه در کشور استرالیا قرار دارد و در ارتفاع ۴۰۷ متری از سطح دریا واقع شده‌است.

## شرکت‌های هواپیمایی و مقصدهای پروازی
| شرکت‌های هواپیمایی                      | مقصدهای پروازی                           |
| -------------------------------------- | ---------------------------------------- |
| کانتاس‌لینک اجرا توسط سان‌استیت ایرلاینز | کنز                                      |
| Skytrans Airlines                      | کنز، اوروکون، نورثرن پنینسولا، هرن آیلند |